# Barbotowanie
Barbotowanie – proces będący częścią analizy emanacyjnej polegający na przedmuchiwaniu strumieniem powietrza specjalnego naczynia. Strumień usuwa z roztworu zgromadzony radon w celu oznaczenia aktywności promieniotwórczej.